# Eric Backman

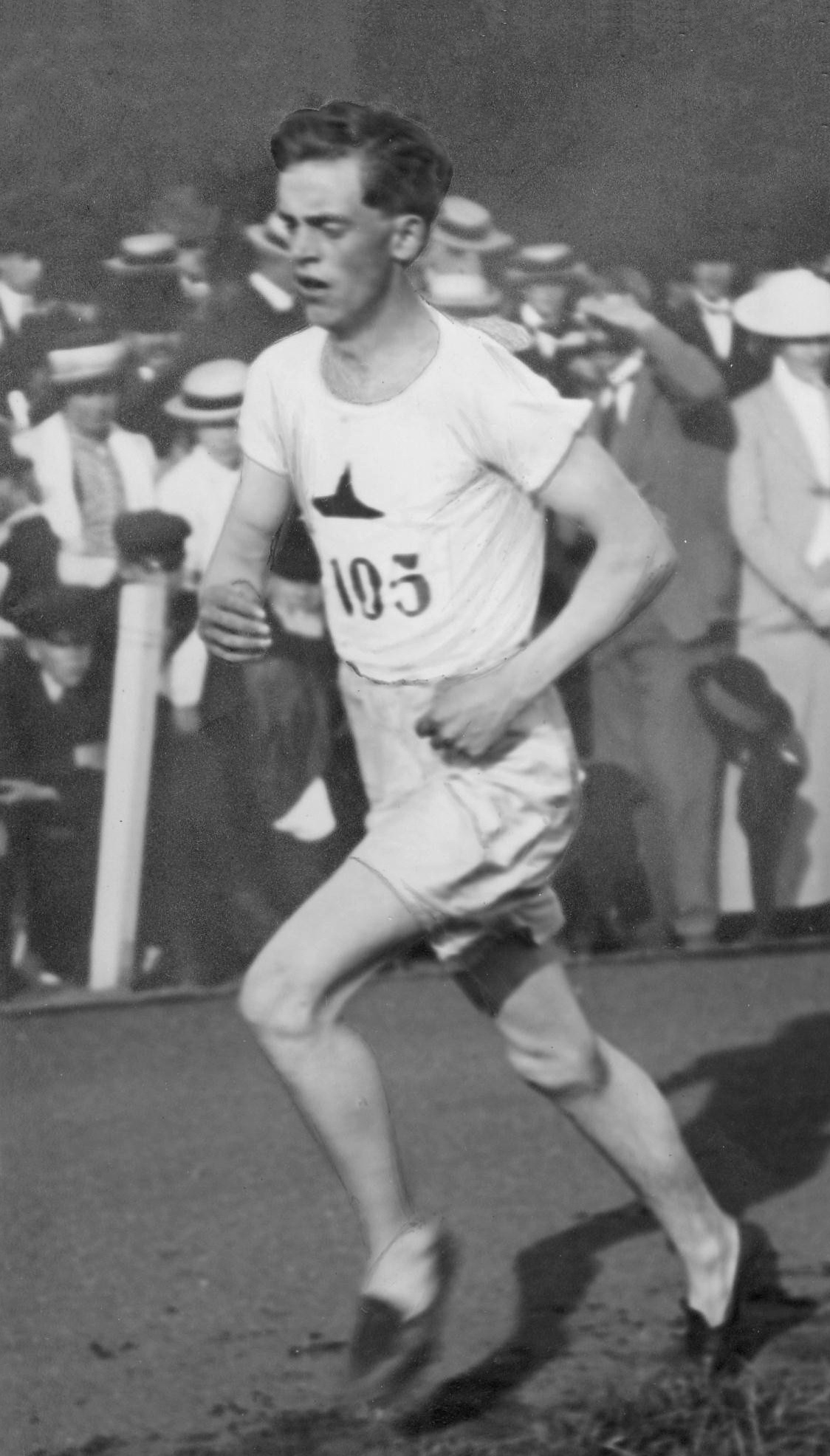
Eric Backman

Eric Natanael Backman (* 18. Mai 1896 in Acklinga bei Tidaholm; † 29. Juni 1965 in Skövde) war ein schwedischer Leichtathlet.
Bei den Olympischen Spielen 1920 in Antwerpen gewann er hinter dem Franzosen Joseph Guillemot und dem Finnen Paavo Nurmi die Bronzemedaille im 5000-Meter-Lauf. Im 3000-Meter-Mannschaftslauf gewann er mit der schwedischen Mannschaft, hinter den Vereinigten Staaten und dem Vereinigten Königreich, ebenfalls Bronze. Im Querfeldeinlauf über 8000 Meter gewann er im Einzel Silber hinter Paavo Nurmi, mit der Mannschaft gewann er erneut Bronze hinter Finnland und der Mannschaft aus Großbritannien.
Auch wenn er stark rauchte und dem Alkohol nicht abgeneigt war, schaffte er es obendrein, schwedischer Meister der Jahre 1918 bis 1923 zu sein.